# Vlag van Baarle-Hertog
De vlag van Baarle-Hertog werd door de gemeenteraad op 7 december 1987 officieel vastgesteld als de gemeentelijke vlag van de Antwerpse gemeente Baarle-Hertog. Op 13 juni 1989 werd hij door het Bestuur van Vlaanderen bevestigd en uiteindelijk gepubliceerd op 8 november 1989 in het officiële Belgisch Staatsblad.
Officieel was de vlag toen beschreven als:
Blauw met een op een grond geplaatste bisschop houdende in de rechterhand een staf, alles van geel.
De beschrijving van de vlag werd vereenvoudigd en gecorrigeerd - maar het ontwerp werd niet gewijzigd - door de gemeenteraad op 10 mei 1992, bevestigd door het Bestuur van Vlaanderen op 6 juni 1995 en gepubliceerd in het officiële Belgisch Staatsblad op 15 juli 1995.
Officieel wordt de vlag beschreven als:
Blauw met een Sint-Remigius (staande) op een grond, alles van geel.
De vlag is volledig gebaseerd op het gemeentewapen en ziet er dus helemaal hetzelfde uit.

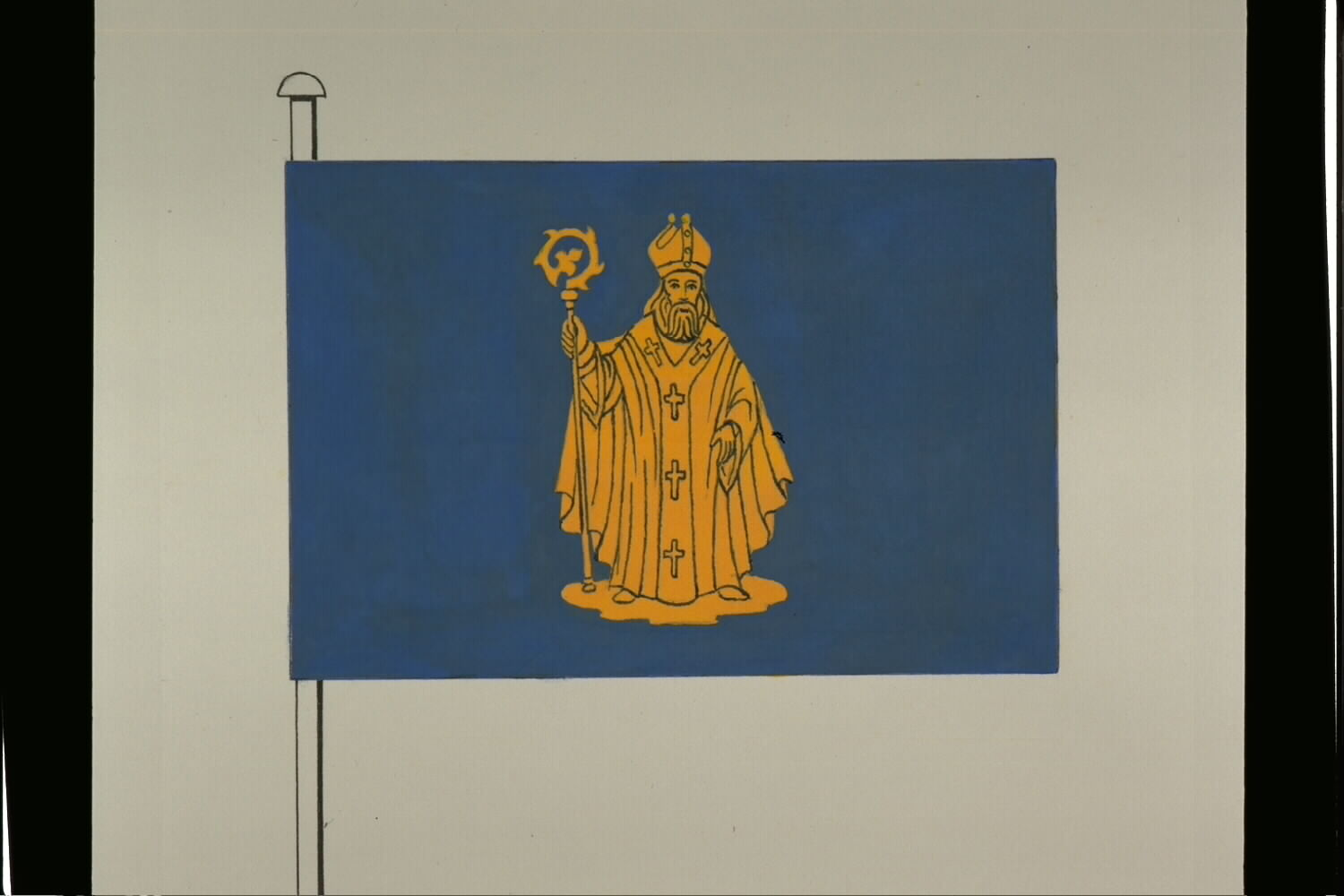
Officiële tekening van de vlag